# تشارلي وليامز
تشارلي وليامز (بالإنجليزية: Charlie Williams)‏ (23 ديسمبر 1928 بارنسلي المملكة المتحدة - 2 سبتمبر 2006 بارنسلي المملكة المتحدة) هو لاعب كرة قدم بريطاني سابق كان يلعب كمدافع.

## روابط خارجية
- تشارلي وليامز على موقع IMDb (الإنجليزية)
- تشارلي وليامز على موقع ميوزك برينز (الإنجليزية)